# Alexander Bălănescu
Alexander Bălănescu (Boekarest, 11 juni 1954) is een Roemeens violist, componist en oprichter van het avant-garde-strijkkwartet Balanescu Quartet.

## Biografie
Vanaf 7-jarige leeftijd ging Bălănescu naar een muziekschool in Boekarest. Vanwege de antisemitische politiek in Roemenië emigreerde zijn familie in 1969 naar Israël, waar hij naar de Rubin Academy of Music in Jeruzalem ging. Daarna verhuisde hij naar het Trinity College of Music in Londen en ging hij van 1975 tot 1979 naar de Juilliard School in New York bij Dorothy DeLay, waar hij deelnam aan masterclasses bij Pinchas Zukerman, Itzhak Perlman en anderen.
In 1979 nam Bălănescu het management over van de Michael Nyman Band en toerde hij vele jaren met deze band over de hele wereld. Tegelijkertijd was hij lid van het Gavin Bryars Ensemble en gedurende vier jaar tot 1987 lid van het Arditti Quartet.
In 1987 richtte hij zijn eigen ensemble op met Clare Connors (viool), Bill Hawkes (altviool) en Caroline Dale (cello), dat sindsdien bestaat onder de naam Balanescu Quartet. In 2013 bestond het kwartet naast Bălănescu uit James Shenton (viool), Katie Wilkinson (altviool) en Nick Holland (cello).Het ensemble publiceerde niet alleen eigen werken, het nam ook deel aan talloze albums van artiesten uit verschillende vakgebieden. Het spectrum van hun samenwerkingen varieert van Carla Bley, David Byrne, Grace Jones, Rabih Abou-Khalil, John Lurie tot Rococo Rot, Hector Zazou en Philip Glass tot de Pet Shop Boys en Spiritualized en een eerbetoon aan het Yellow Magic Orchestra East Meets East uit 1997. Het ensemble was zeer succesvol met een arrangement van stukken van de Duitse elektronicapioniers Kraftwerk op het album Possessed uit 1992.
Bălănescu componeert, voornamelijk voor het Balanescu Quartet, film- en theatermuziek en muziek voor danstheater. Hij schreef de muziek voor de film Angels and Insects van Philip Haas uit 1995 onder zijn eigen naam. Met Michael Nyman werkte hij mee aan Peter Greenaway's films The Draughtsman’s Contract, Drowning by Numbers, The Cook, the Thief, His Wife & Her Lover. Phil Mulloy gebruikt de muziek van Bălănescu in veel van zijn animatiefilms.
Op het gebied van danstheater werkte hij onder andere voor Pina Bausch en Jochen Ulrich, met wie hij in 2007 samen met het Bruckner Orchestra Linz in het Landestheater Linz werkte voor het stuk Lorenzaccio. In het Ulm Theater in 2016 werkte hij zelf als violist in de wereldpremièreproductie van het choreografische muziektheater Treibgut, dat hij componeerde.
In 2005 bracht het kwartet met het album Maria T een eerbetoon aan de Roemeense zangeres Maria Tănase, de Piaf van het oosten. Voor hun 100e verjaardag in 2013 diende de muziek als basis voor een project met dezelfde naam, dat verschillende keren werd uitgevoerd op de TFF Rudolstadt 2013. Naast het Balanescu Quartet waren de percussionist Steve Argüelles en de Oostenrijkse kunstenaar Klaus Obermaier betrokken bij zijn video-installaties. 

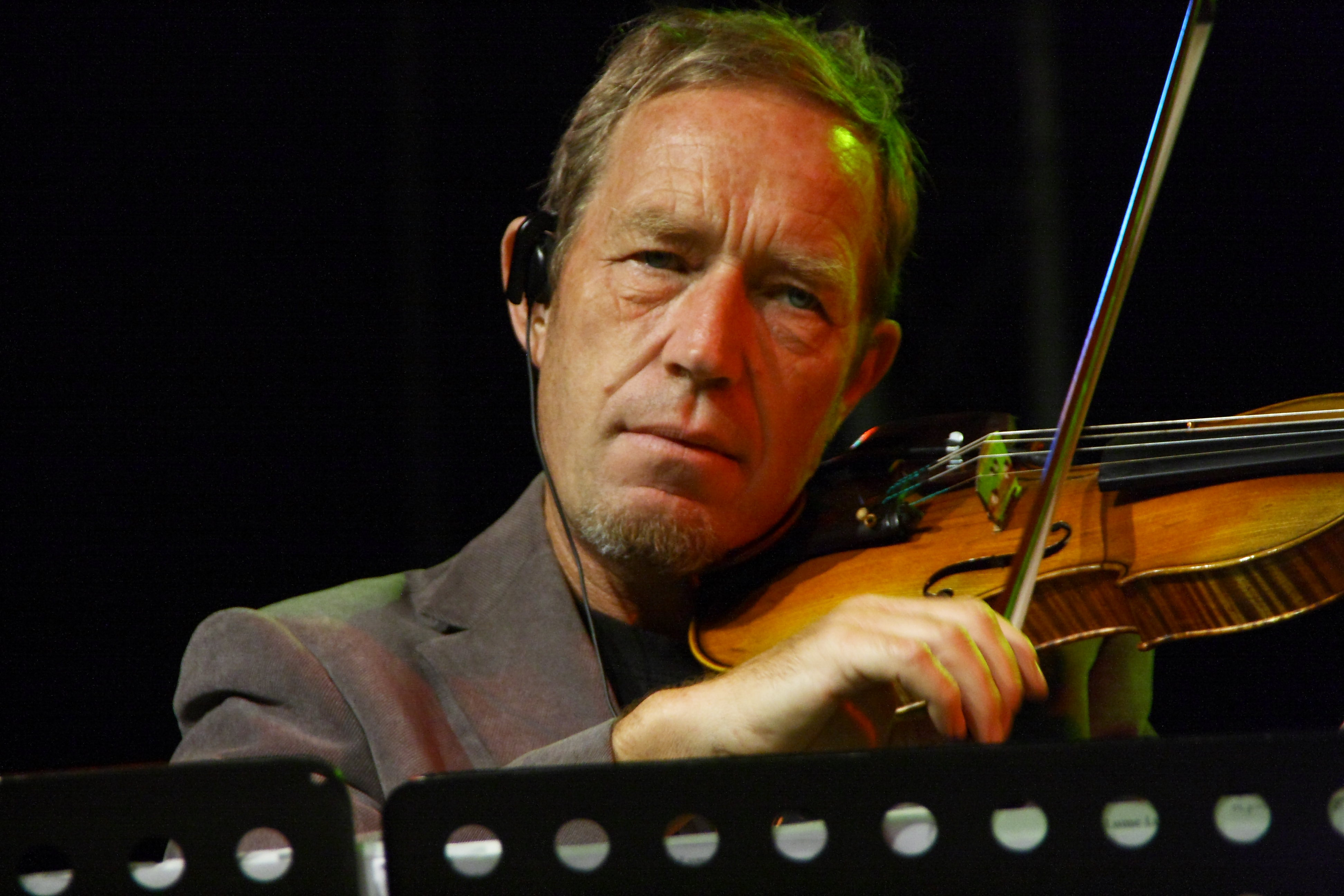
James Stenton, viool
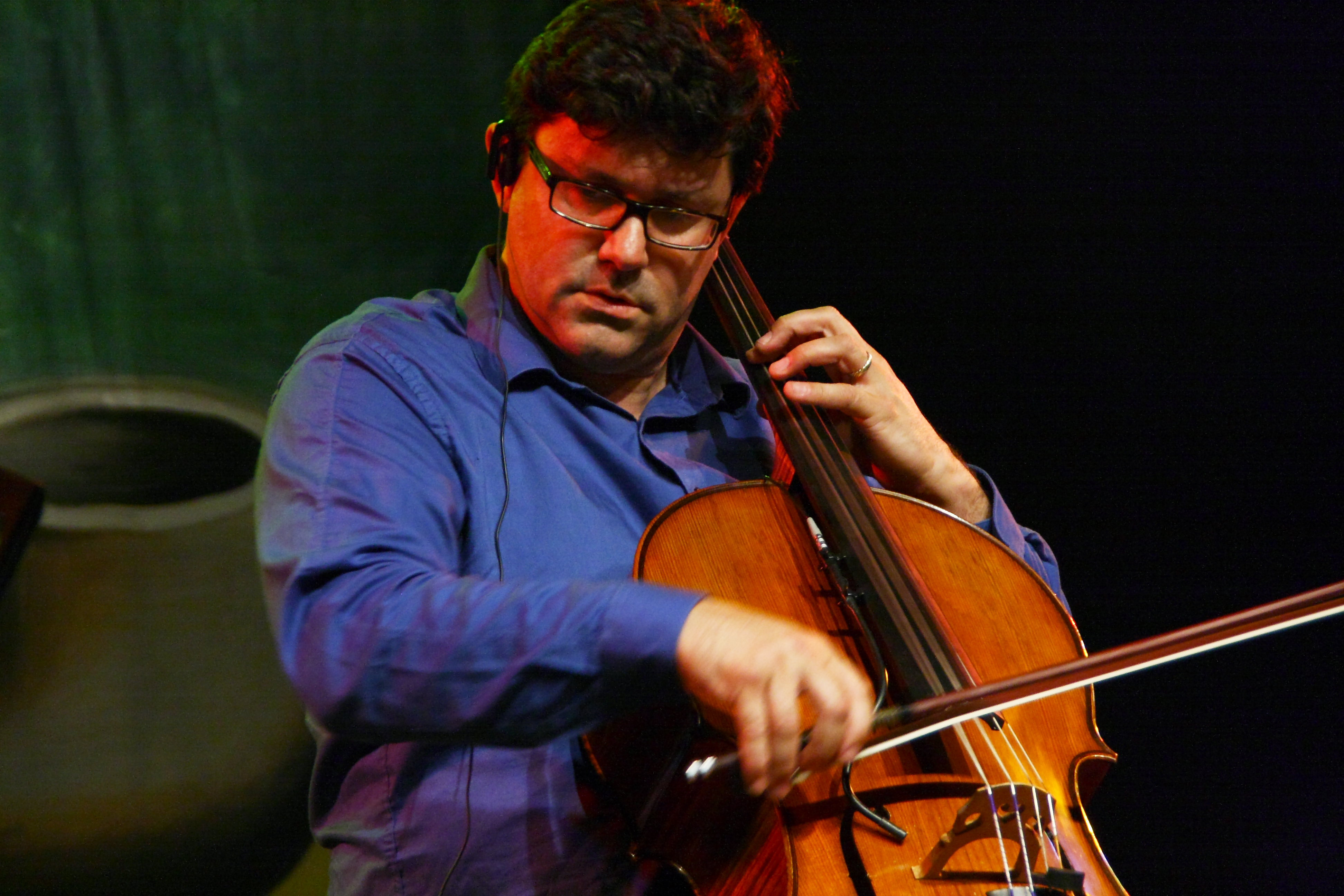
Nick Holland, cello
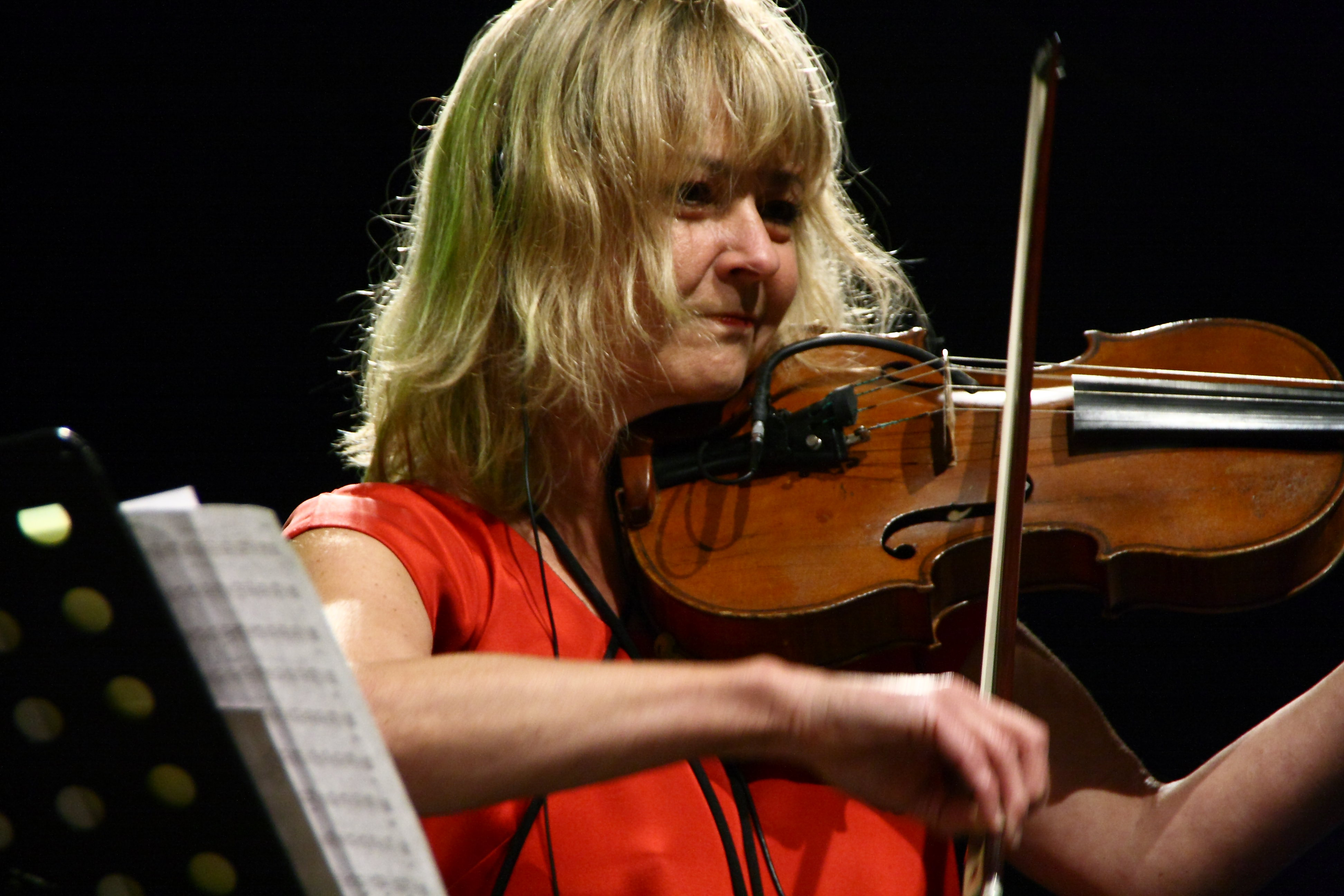
Katie Wilkinson, altviool

## Privéleven
Bălănescu woont in Londen en is getrouwd met violiste Katie Wilkinson.

## Discografie

### Balanescu Quartet
- 1992: Possessed
- 1994: Luminitza
- 1997: East Meets East
- 2003: Sarajevo Suite
- 2005: Maria T
- 2011: The Island (met Ada Milea)
- 2012: Cyclorama (componist: Jonathan Goldstein)

### Michael Nyman Band
- 1991: String Quartets 1-3

### Met andere artiesten
- 1992: Balanescu Quartet Play Byrne/Moran/Lurie/Torke
- 1995: Pure Phase (met Spiritualized)
- 2002: Arabian Waltz (met Rabih Abou-Khalil)

### Filmmuziek
- 1995: Angels & Insects
- 2005: Il Partigiano Johnny

- Bibsys: 2133440
- Biblioteca Nacional de España: XX1265965
- Bibliothèque nationale de France: cb13943082v (data)
- Gemeinsame Normdatei: 134717430
- International Standard Name Identifier: 0000 0000 7823 8802
- Library of Congress Control Number: nr92005887
- MusicBrainz: 0e0cfa9a-4adf-4b35-a76b-8cd55c3980aa
- Nationale Bibliotheek van Tsjechië: xx0049076
- Nationale Bibliotheek van Israël: 987007420500505171
- Nederlandse Thesaurus van Auteursnamen: 099942488
- Système universitaire de documentation: 085237795
- Virtual International Authority File: 85612189
- WorldCat: E39PBJm4Mdd9qMVyhcxpqrp3wC